# Vườn quốc gia Sangay
Vườn quốc gia Sangay (Tiếng Tây Ban Nha: Parque Nacional Sangay) là một vườn quốc gia nằm tại Morona Santiago, Chimborazo và Tungurahua, Ecuador. Nơi đây có hai núi lửa vẫn đang còn hoạt động là Tungurahua và Sangay cùng các hệ sinh thái khác nhau, từ rừng nhiệt đới tới các sông băng.
Vườn quốc gia đã được liệt kê là một Di sản thế giới của UNESCO từ năm 1983. Vào năm 1992, nó đã được thêm vào Danh sách di sản thế giới bị đe dọa do tình trạng săn bắn bất hợp pháp gia tăng, mở rộng chăn nuôi của người dân, cùng việc chính phủ nước này xây dựng các con đường không có kế hoạch và sự xâm lấn của các loài gây hại trong phạm vi, sau đó tới năm 2005 nó đã được gỡ bỏ khỏi danh sách này.
Vườn quốc gia là một nơi trú ẩn quan trọng đối với các loài quý hiếm của dãy núi Andes, như heo vòi núi và gấu mặt ngắn Andes. Đặc biệt là cho heo vòi núi,đây là một những thành trì quan trọng nhất của chúng. Các loài tiêu biểu của khu vực đồng cỏ núi cao ngoài heo vòi núi còn có lợn vòi Nam Mỹ, báo sư tử, báo đốm, mèo gấm Ocelot, mèo đốm Margay, cáo culpeo, hươu đuôi trắng, hươu sừng ngắn lông đỏ Ecuador, Pudu cùng khoảng 300-400 loài chim sinh sống tại vườn quốc gia.